# Мясоедов, Павел Николаевич
Павел Николаевич Мясоедов (1799 — 3 [15] ноября 1868, Санкт-Петербург) — корнет Оренбургского уланского, Переяславского конно-егерского и Гродненского гусарского полков (1817 — апрель 1823), отставной поручик, чиновник канцелярии российского Министерства юстиции, помещик Алексинского уезда Тульской губернии.
Лицеист первого выпуска Царскосельского лицея, товарищ А. С. Пушкина. Принимал активное участие в организации традиционных ежегодных встреч лицеистов первого выпуска 19 октября, в день «Лицейской годовщины».

## Биография

### Детство
Павел Мясоедов родился в 1799 году, в семье Николая Ефимовича Мясоедова, ко времени рождения сына — директора Главной Соляной конторы и сенатора Российской империи. Точная дата и место рождения Павла Мясоедова не установлены. Его отец Николай Ефимович Мясоедов до назначения директором Главной соляной конторы был московским вице-губернатором, владел двумя имениями в Чернском уезде Тульской губернии. Его дядя, родной брат отца Алексей Ефимович Мясоедов, имел чин контр-адмирала и служил по Адмиралтейству. Род Мясоедовых был известен в Тульском крае с XVI века. Им принадлежало село Мясоедово, расположенное в 12 верстах от Тулы.
До 12 лет мальчик обучался в Москве в частном пансионе, летом родители отвозили мальчика в подмосковную деревню Сивково (ныне на территории Одинцовского района Московской области), где Николай Ефимович Мясоедов выстроил деревянный господский дом на берегу реки Бутыньки.
Нельзя исключить возможность знакомства Мясоедовых с семейством Пушкиных, как ближайших соседей. Юного Сашу Пушкина с 1805 по 1810 год родители каждое лето привозили к бабушке по матери Марии Алексеевны Ганнибал, проживавшей в расположенное неподалеку от Сивкова усадьбе Захарово. Соседи могли ездить друг к другу в гости. Встречи также могли
происходить и на богослужениях в Спасо-Преображенском соборе в Больших Вязёмах, имении князей Голицыных, что находилось на полпути между Сивковом и Захаровом.
Таким образом, мальчики-ровесники Александр Пушкин и Павел Мясоедов могли знать друг друга ещё до отъезда в Царское Село, где они в 1811 году в возрасте двенадцати лет одновременно поступили на первый курс вновь открытое учебное заведение — Царскосельского лицея.

### Лицей
По мнению одного из создателей и первого хранителя Мемориального музея-Лицея Марии Руденской, Павел Мясоедов был принят в Лицей благодаря принадлежности к старинной, пусть и обедневшей фамилии, известной ещё в Московской Руси.
В Лицее Павла Мясоедова поместили в комнату с № 41
В учёбе Павел Мясоедов никогда не блистал успехами, прочно занимая по успеваемости последнее, 29-е, место.
Вот какую характеристику получил он после первого года обучения в «Табели, составленной из поданных ведомостей гг. Профессоров, адъюнкт-профессоров и учителей: 1) об успехах, 2) о прилежании, 3) о дарованиях воспитанников Императорского Царскосельского Лицея, какие оказали они с 19 марта по ноября 1812 года», подписанной директором Василием Малиновским:
Мясоедов (Павел), 13-ти лет. Способности его весьма ограничены; слабого понятия, слабой памяти, самолюбив, докучлив, пылок; несмотря на то, он с трудом удостоверялся в своих недостатках; теперь чем более познает их, тем более теряет самолюбия, и тем более старается награждать слабые свои способности прилежанием, покорностию и усердием.
А какую характеристику Мясоедову дает через четыре года, 22 марта 1816 года, по окончании пятого курса, новый директор Лицея Егор Энгельгардт:
Никто так хорошо и элегантно не одевается, никто так изящно не разглаживает своей челки. Никто не умеет так изящно пользоваться своим лорнетом, никто не хотел бы так, как он, уже сейчас стать гусаром, но никто меньше его не пригоден и не имеет охоты к серьезным занятиям. Так как он всё же исключительно высокого мнения о себе и о своих познаниях, то при выговорах он, где только смеет, бывает груб и у гувернера и инструктора происходят с ним иногда сцены.
Впрочем, А. П. Куницын, профессор нравственных и политических науки, в 1812 году, замечая, что Мясоедов «не понятен», «занимается предметами вовсе без размышления и сказывает весьма мало успехов», отмечал, что тот «имеет добрый характер, очень чувствителен».
Очевидно, эти качества позволяли Мясоедову легко сносить то, что он был у лицеистов объектом постоянных насмешек за свою тупость и умственное убожество. Множество прозвищ, какими наградили его товарищи, говорит само за себя: «Глупой», «Осло-Домясов», «Мясожоров», «Мясин» (последние за свой завидный аппетит).
По окончании Лицея, 9 июня 1817 года, ввиду низких результатов, показанных на выпускных экзаменах, Павел Мясоедов был выпущен в армию, получив чин X класса Табели о рангах.

### После выпуска
После Лицея Мясоедов поступает в Оренбургский уланский полк корнетом. Однако долго в армии он не прослужил, выйдя в 1818 году в отставку по болезни. В 1821 году он снова поступил на военную службу прапорщиком в Гродненский гусарский полк, а в 1823 году опять вышел в отставку по болезни. В том же году Мясоедов женился на побочной дочери богатого тульского землевладельца А. С. Мансурова Надежде.
После женитьбы Мясоедов некоторое время служил в Министерстве юстиции, а затем ушёл и с гражданской службы и поселился с семьёй у родственников в Мясоедове. В 1829 году он писал И. И. Пущину: «Я сделался сельским совсем жителем: живу в 12-ти верстах от Тулы».
Имение Мясоедово, однако, долго не попадало в собственность Павла Николаевича. В формулярном списке 1828 года он писал: «Имения за мною и за братом моим ныне ещё никакого нет». В 1829 году село Мясоедово, за которым числилось 119 «душ мужеска пола» все ещё принадлежало отставному прапорщику Ефграфу Пименовичу Мясоедову, двоюродному деду Павла, который умер в 1848 году, не оставив потомства. Только тогда Павел Мясоедов стал хозяином собственного имения.
В конце жизни Павел Николаевич ставший к тому времени отцом семерых детей, переехал в Петербург, где умер 3 ноября 1868 года. Мясоедов Был похоронен на Смоленском кладбище, до нашего времени могила его не сохранилась.

### Лицейский дух
Мясоедов много лет принимал участие в сплочении лицейского братства. Один из лицейских товарищей в письме к В. Вольховскому в 1829 году рассказывал, что Мясоедов в Туле «поставил себе за долг всех через сей город проезжающих лицейских у заставы встречать шампанским».
В январе 1829 года, узнав, что рядом с ним поселилась родная сестра его соученика по Лицею Ивана Пущина Екатерина, в замужестве Набокова, Мясоедов устанавливает с ней знакомство и отправляет своему лицейскому товарищу Жанно письмо, вложив его в конверт письма Екатерины Ивановны брату.
Из письма Мясоедова Пущину:
Любезный, милый друг мой Иван Иванович, пишу к тебе и сим желал бы выразить, как много сердце мое берет в горе твоем живого участия; может быть, рука моя умела б описать всю силу дружбы и с детства привязанности, кои я питаю, и перо в сем случае есть дурной доверитель наших чувств — потому и не распространяюсь. <...>
Порадуй меня, друг мой, дай знать <...>, чем могу служить тебе, уведомь, не можно ли тебе чего выслать, прошу тебя, будь откровенен, не откажи мне в сей отраде...
Прощай, друг и брат, будь здоров и помни совершенно тебе преданного и любящего крепко
Павла Мясоедова
Письмо Мясоедова до Пущина дошло и изрядно удивило и обрадовало адресата. Вот что Пущин писал 14 марта 1830 года Знгельгардту:
Скажите что-нибудь о наших чугунниках, об иных я кой-что знаю, из газет и по письмам сестер, но этого для меня как-то мало. Вообразите, что от Мясоедова получил год тому назад письмо — признаюсь, никогда не ожидал, но тем не менее был очень рад.
Таким образом, Мясоедов стал вторым из лицейских друзей, после Пушкина, кто написал Пущину в сибирскую ссылку.
Неизвестно, получила ли эта переписка продолжение (скорее всего нет, Пущин был осторожен, боясь повредить своим друзьям, навлечь на них неприятности за общение с «государственным преступником», но этот поступок свидетельствует о проницательности Куницына, подметившего доброту Мясоедова.
Один из лицейских товарищей в письме к В. Вольховскому в 1829 году рассказывал: 
Мясоедов в Туле поставил себе за долг всех через сей город проезжающих лицейских у заставы встречать шампанским.
На празднование 25-летия Лицея в октябре 1836 года Мясоедов специально приехал в Петербург. 15 октября 1836 года Павел Мясоедов угощал лицейских товарищей роскошным обедом, на котором были, в частности, Пушкин и Корф. А 19 октября 1836 года состоялся празднование лицейской годовщины у на квартире М. Л. Яковлева, в организации которого самое деятельное участие принял Мясоедов.
О том, как прошло это празднование 19 октября, Яковлев, лицейский староста, вскоре писал Владимиру Вольховскому на Кавказ: «Прежде всего надо сказать тебе, что к этому времени приезжал в Петербург из деревни Мясоедов и натворил много чудес. Он вытащил из норы Гревеница, который никогда не являлся к нам на праздник, и отыскал Мартынова, словом, действовал мастерски»… Это был последний День Лицея в жизни Пушкина, скончавшегося 29 января 1837 года после дуэли с Дантесом.

### Лицейская династия Мясоедовых
Один из создателей и первый хранитель Мемориального музея-Лицея Мария Петровна Руденская ввела в научный оборот термин «лицейские династии». Так, в последующие годы Лицей окончили потомки по прямой и боковой мужской линии двенадцати лицеистов первого курса. В числе лицейских династий есть и Мясоедовы. Кроме Павла Николаевича это Александр Николаевич Мясоедов — дипломат и литератор, который окончил Лицей в 1897 году с золотой медалью.
Александр Мясоедов — не прямой потомок пушкинского однокашника, но дальний родственник (если быть точными, четвероюродный племянник: прадед Павла Николаевича, Иван Александрович Мясоедов, и прапрадед Александра Николаевича, Пимен Александрович Мясоедов, были родными братьями). Тем не менее, и династия Мясоедовых вошла в историю Императорского Царскосельского лицея.

## Семья
- Отец — Николай Ефимович Мясоедов (30.11.1750—05.08.1825)
- Мать — Аграфена Сергеевна Мясоедова, урождённая Щербатова, дочь князя Сергея Осиповича Щербатова (1750—1801)

В 1823 году Мясоедов женился на Надежде Алексеевне Мансуровой, внебрачной дочери богатого тульского землевладельца Алексея Сергеевича Мансурова, принесшей ему богатое приданое.
Интересно, что старшая сестра жены Мясоедова Анна вышла замуж за Александра Дмитриевича Загряжского, родственника по материнской линии жены А. С. Пушкина Натальи Гончаровой (чья мать — урождённая Загряжская). Таким образом, соученики по Лицею породнились через своих жен.

### Дети
- Константин Павлович Мясоедов (1832—08.07.1856)
- Ольга Павловна Мясоедова (1837—17.02.1907), замужем за Дмитрием Ивановичем Коптевым
- Александр Павлович Мясоедов
- Николай Павлович Мясоедов
- Алексей Павлович Мясоедов
- Мария Павловна Мясоедова
- Екатерина Павловна Мясоедова